# Ветляна (приток Волги)
Ветляна — река в России, протекает по Балахнинскому району Нижегородской области. Протекает в черте города Балахна. Впадает в старицу Волги в районе Ветлянской улицы.
Устье реки находится в 2267 км по правому берегу реки Волги. Длина реки составляет 5 км, площадь водосборного бассейна — 9,1 км².

## Данные водного реестра
По данным государственного водного реестра России относится к Верхневолжскому бассейновому округу, водохозяйственный участок реки — Волга от Горьковского гидроузла и до устья реки Ока, речной подбассейн реки — Волга ниже Рыбинского водохранилища до впадения Оки. Речной бассейн реки — (Верхняя) Волга до Куйбышевского водохранилища (без бассейна Оки).
Код объекта в государственном водном реестре — 08010300512110000017206.